# Старий Млин
Старий Млин (крим. Starıy Mlın, до 2023 року — Краснозна́м'янка) — село в Україні, розташоване у Курманському районі Автономної Республіки Крим.

## Історія
Село засноване у 1929 році як відділення Сімферопольського зерносовхозу. Стару назву отримало на честь нагородження бригади трактористів орденом Червоного знамені.
У 2015 році село було внесено до переліку населених пунктів, які потрібно перейменувати згідно із законом «Про засудження комуністичного та націонал-соціалістичного (нацистського) тоталітарних режимів в Україні та заборону пропаганди їхньої символіки».
12 травня 2016 року постановою Верховної Ради України № 1352-VIII село перейменоване відповідно до вимог закону «Про засудження комуністичного та націонал-соціалістичного (нацистського) тоталітарних режимів в Україні та заборону пропаганди їхньої символіки». Постанова набрала чинности у 2023 році.

## Географія
Старий Млин розташоване в степовому Криму, на висоті 87 метрів над рівнем моря. За 1,5 км на схід від неї знаходиться село Радужне, на півночі — Рогове, в 1 км на захід розташоване село Тимошенко. Відстань до районного центру Курман становить 45 км. Найближча залізнична станція (Елеваторна) знаходиться в 10 км на схід в смт Біюк-Онлар.